# Antonio Ferraz
Antonio Ferraz Nuñez (* 28. Juni 1929 in Güeñes, Baskenland; † 1. Juni 2024 in Santurtzi) war ein spanischer Radrennfahrer und nationaler Meister im Radsport.

## Sportliche Laufbahn
Ferraz startete 1953 als Unabhängiger. Von 1954 bis 1961 war er als Berufsfahrer aktiv. Seine Radsportkarriere beendete er im Radsportteam Gamma. 1956 (vor Bernardo Ruiz) und 1957 (vor René Marigi) wurde er spanischer Meister im Straßenrennen der Profis. Er gewann die Eintagesrennen Gran Premio Goierri 1955, Circuito de Getxo 1956, die Trofeo Jaumendreu 1957 und den Gran Premio de Llodio 1958 und 1959. In Etappenrennen erzielte er Tageserfolge in der Vuelta a Andalucía und zweimal im Gran Premio Ayuntamiento de Bilbao 1955 sowie in der Vuelta a Asturias 1956. Im Gran Premio Ayuntamiento de Bilbao 1955 wurde er Zweiter hinter Carmelo Morales.
1957 gewann er eine Etappe der Vuelta a España. Die Vuelta a España bestritt er sechsmal. 1956 wurde er 32., 1957 20., 1958 15., 1959 41. der Gesamtwertung. 1955 und 1960 schied er jeweils aus. In der Tour de France 1957 schied er aus.